# Salala
Koordinaten: 17° 1′ N, 54° 6′ O

Sultan-Qaboos-Moschee in Salala

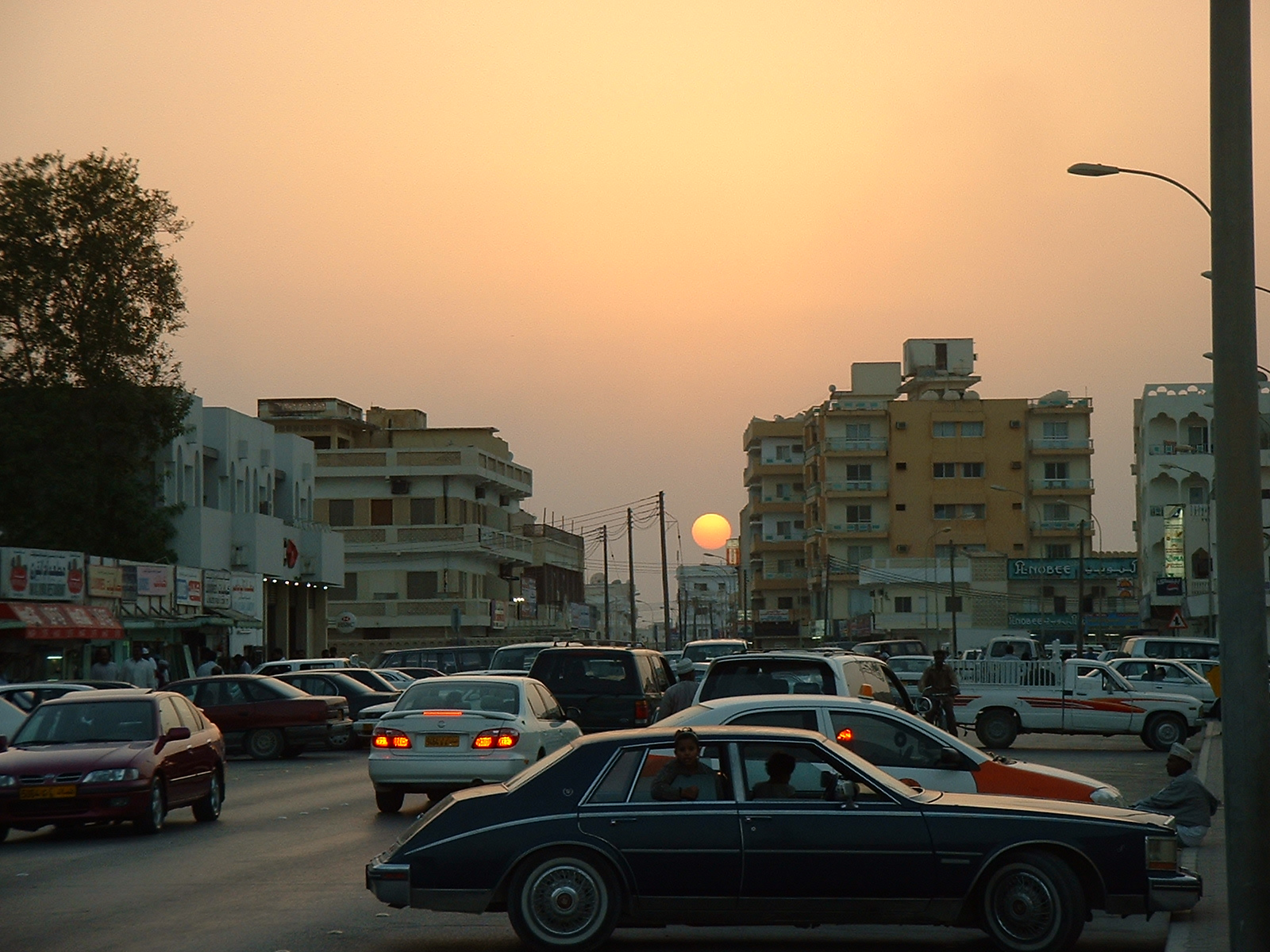

Salala (arabisch صلالة, DMG Ṣalāla) ist eine Stadt im Südwesten des Sultanats Oman. Sie ist die Hauptstadt des Gouvernements Dhofar. Von 1932 bis 1970 war sie Hauptstadt des Oman. In der Agglomeration Salala lebten 2017 ca. 374.000 Menschen.

## Geographie
Die Stadt liegt am Arabischen Meer in einer landwirtschaftlich intensiv genutzten Küstenebene am Fuße des Dhofar-Gebirges.

## Demographie
In der Hauptstadtregion wohnen derzeit (Dezember 2007) ca. 100.000 Menschen.
Die Bevölkerung im Verwaltungsbezirk Salala wuchs laut offiziellen Angaben in den Jahren von 2003 bis 2008 jährlich um durchschnittlich 4,6 %, wobei die durchschnittliche jährliche Wachstumsrate des Inländeranteils lediglich 1,4 % betrug, die Zahl der Ausländer mit durchschnittlich 9,9 % pro Jahr weitaus stärker anstieg. Die Zahlen im Einzelnen:
| Wilaya Salala     | 2010    | 2009    | 2008    | 2007    | 2006    | 2005    | 2004    | 2003    |
| ----------------- | ------- | ------- | ------- | ------- | ------- | ------- | ------- | ------- |
| Gesamtbevölkerung | 172.570 | 223.074 | 195.640 | 185.780 | 171.333 | 171.074 | 162.970 | 156.530 |
| davon Inländer    | 107.804 | 113.722 | 110.759 | 108.119 | 105.774 | 107.462 | 104.967 | 103.510 |
| davon Ausländer   | 64.766  | 109.352 | 84.881  | 77.661  | 65.559  | 63.612  | 58.003  | 53.020  |
| Ausländerquote    | 37,5 %  | 49,0 %  | 43,4 %  | 41,8 %  | 38,3 %  | 37,2 %  | 35,6 %  | 33,9 %  |

## Religion
Im Gegensatz zum im restlichen Oman vorherrschenden Ibadismus sind die Bewohner Salalas traditionell Sunniten und folgen der Rechtsschule der Schāfiʿiten.

## Kultur und Sehenswürdigkeiten
- Im Stadtteil al-Hafah, nahe dem Al-Husn Sultanspalast, stehen noch einige der traditionellen Häuser aus Kalksteinblöcken.
- Der Al-Husn Sultanspalast, in dem sich Sultan Qaboos in den Sommermonaten regelmäßig aufhielt, ist für die Öffentlichkeit nicht zugänglich.
- Sehenswert ist die 2009 eingeweihte Sultan-Qaboos-Moschee im Stadtzentrum. Sie kann Samstag bis Mittwoch von 8:00–11:00 Uhr besichtigt werden.
- Im Al-Husn Souk findet sich eine reiche Auswahl an Weihrauch und Weihrauchbrennern.
- Tropische Plantagen begrünen die Stadt.
- Im westlichen Teil der Stadt wurde das Gebiet Khor Salala zum Vogelschutzgebiet erklärt. Auch bieten die vielen Lagunen der Stadt ein Rückzugsgebiet für viele Vogelarten.
- Der antike Weihrauchhafen Al-Baleed im Ostteil der Stadt wurde zum UNESCO-Weltkulturerbe erklärt. Die Ausgrabungsstätte kann besichtigt werden.
- In der Nähe der Ausgrabungsstätte befindet sich das Museum des Weihrauchlands (en: Museum of the Frankincense Land): Das übersichtliche Museum bietet einen kurzen Überblick über die Geschichte Omans, des Dhofar und des Weihrauchhandels. Die Ausstellung gliedert sich in eine History Hall und eine Maritim Hall. Die Besichtigung sollte im Saal History Hall begonnen werden, der einen Überblick über die Kulturgeschichte Omans bietet.
- Im Gebäude des Ministry of National Heritage and Culture ist ein kleines Museum untergebracht.
- Das Grab des Propheten Nabi Amran ist ca. 30 m lang und darf auch von Nicht-Muslimen besichtigt werden. Die Schuhe müssen ausgezogen werden, und Frauen müssen ein Kopftuch tragen.
- Ausflüge
  - Wenn man ca. 20 km auf der „As Sultan Qaboos Street No. 47“ nach Westen fährt, kommt man an den Strand von Mughsail, wo Picknicks möglich sind. Am westlichen Ende des mehrere Kilometer langen Strandes gelangt man zum Restaurant „Al Mughsail Beach Tourist Restaurant and Park“. Vom dortigen Besucherparkplatz führt eine Treppe nach oben zum Fels. Oben angekommen, gelangt man zu einem eingezäunten Bereich. Dort hat die Meeresbrandung den Fels ausgehöhlt, so sind Blaslöcher (englisch „Blowholes“) entstanden. Abhängig von den Gezeiten und dem Wellengang schießen dort Meerwasserfontänen im regelmäßigen Abstand aus dem Boden. Die beste Zeit ist während des Charifs.
  - Knapp 15 km östlich von Salala liegt die Quelle von Razat. Baden ist wegen der Bilharziosegefahr verboten.
  - Ebenfalls östlich gelegen ist das Wadi Darbat, das während der Regenzeit im Sommer (Charif) mit reichlich Wasser gefüllt ist und einer Oase gleicht. Dort können Wanderungen unternommen werden. Außerdem sieht man viele Araber Picknick machen. Richtung Meer stürzt der Fluss eine ca. 20 m hohe Klippe hinab. Die Wadi Darbat Wasserfälle sind für die Wüstenbewohner eine Sensation.
  - Knapp 20 km nördlich von Salala befindet sich das Mausoleum von Nabi Ayup, der auch Hiob genannt wird. Diese Person wird sowohl in der Bibel als auch im Koran erwähnt. Das Heiligtum darf auch von Nicht-Muslimen betreten werden. Die Schuhe müssen ausgezogen werden, und Frauen müssen ein Kopftuch tragen.[4]
  - Der antike Weihrauchhafen Khor Rori (Khor Rori Archeological site bzw. das antike Sumhuram) 40 Kilometer östlich der Stadt wurde zum UNESCO-Weltkulturerbe erklärt. Dort kann man die Ausgrabungsstätte selbst (Sumhuram Archaeological Park) sowie das angeschlossene kleine Museum (Sumhuram - The Archaeological Gallery) besichtigen.
  - Ebenfalls östlich von Salala können Taqa (ca. 30 km entfernt; Sehenswürdigkeiten: Wehranlage und Fort) sowie Mirbat (ca. 75 km entfernt; Sehenswürdigkeiten: Mausoleum von Scheich Muhammad bin Ali al-Alawi, Fort, historische Lehmziegelhäuser) besichtigt werden.

## Bildungssektor und Verkehrsinfrastruktur

### Bildungssektor
- Allgemeinbildende Schulen
  - Lokale arabischsprachige Schulen, die vom Sultanat Oman betrieben werden.
  - Internationale Schulen: British School Salala, Indian School Salala und die Pakistan School Salala.
- Colleges und Fachhochschulen
  - Salala College of Technology
  - Salala College of Applied Science
- Dhofar-Universität.

### Verkehrsinfrastruktur

#### Straßenverkehr
Salala ist an das nationale gut ausgebaute und asphaltierte Straßennetz mit den Hauptstraßen Nr. 31 (führt nach Maskat), Nr. 47 (führt nach Dalkut und weiter in den Jemen) und Nr. 49 (führt nach Mirbat) angebunden.

#### Flugverkehr
Salala verfügt über einen eigenen Flughafen (Flughafen Salala). Nach Maskat gibt es mehrere tägliche Verbindungen mit Oman Air. Zusätzlich werden mehrmals wöchentlich internationale Destinationen wie Doha, Dubai und Kuwait angeflogen. Während der Charif-Saison kommen Interkontinentalflüge z. B. nach Schweden hinzu.

#### Eisenbahnverkehr
Nach Dhofar gibt es keine Schienenverbindungen.

#### Seeverkehr
Salala verfügt seit 1998 über einen modernen Tiefwasser-Seehafen, der für Container, losen Güterumschlag und Öl ausgelegt ist und ab und an auch von Kreuzfahrtschiffen angelaufen wird. Der Port of Salala zählt zu den größten Arbeitgebern im gesamten Gouvernement Dhofar. Das omanisch-dänische Joint Venture wird von APM Terminals, einer Tochtergesellschaft der dänischen A. P. Møller-Mærsk AG, verwaltet. Der angeschlossene Freihafen entwickelt sich gerade zu einem neuen Industriezentrum mit Zementwerk und anderer Schwerindustrie. Früher war Salala ein Zentrum des Weihrauchhandels, der heute allerdings angesichts asiatischer Importe an Bedeutung verloren hat.

## Persönlichkeiten
- Sultan Qaboos (1940–2020), Regent Omans von 1970 bis 2020
- Youssef al-Alawi Abdullah (* 1945), Diplomat und Politiker (Außenminister)
- Fahmi Durbin (* 1993), Fußballspieler
- Abdullah Fawaz (* 1996), Fußballspieler
- Mataz Saleh (* 1996), Fußballspieler

## Bilder

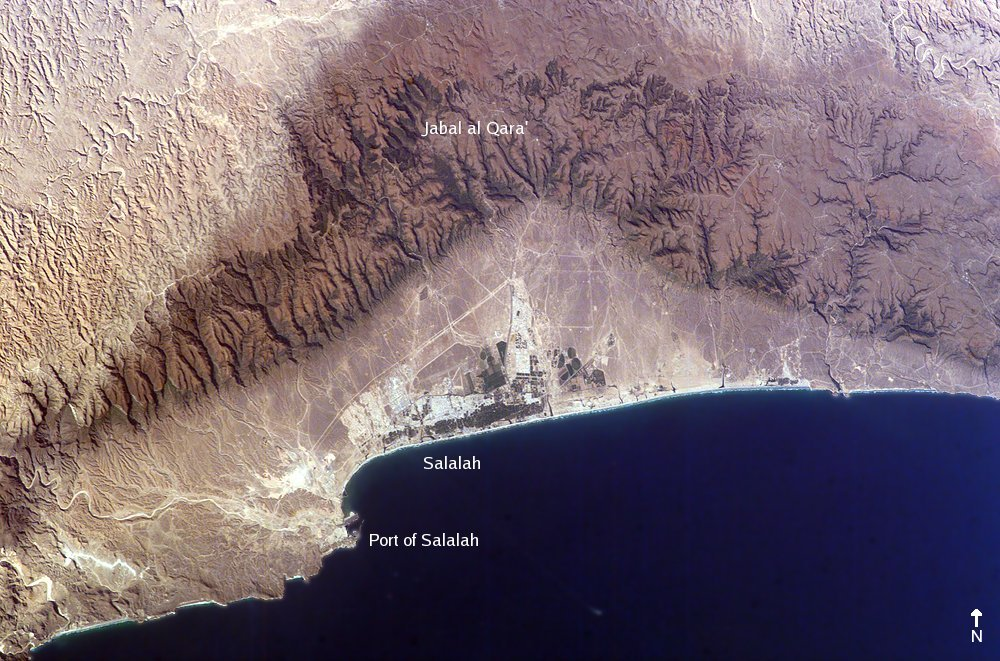
Salala aus dem Weltraum
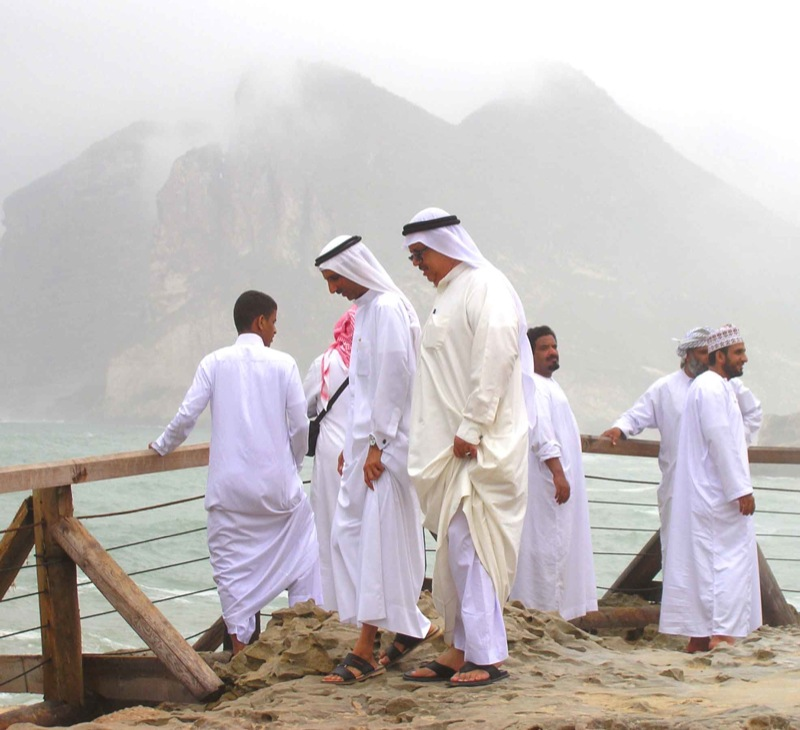
Besucheraussicht im nahegelegenen al-Mughsail (bekannt für seine Spritzlöcher)
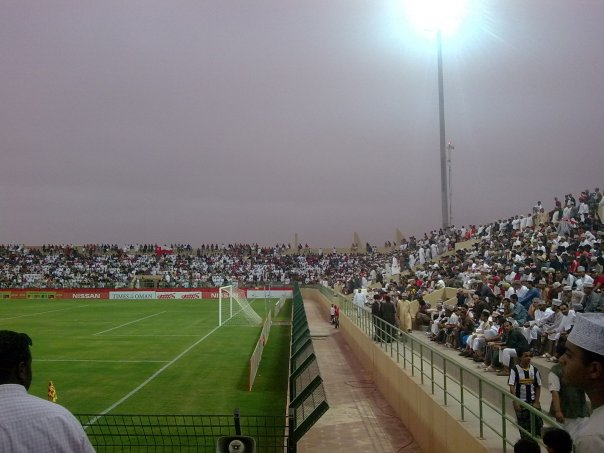
Al Saadah Stadion

## Klimatabelle
|                       | Jan  | Feb  | Mär  | Apr  | Mai  | Jun  | Jul  | Aug  | Sep  | Okt  | Nov  | Dez  |   |      |
| Mittl. Tagesmax. (°C) | 27,5 | 28,4 | 30,2 | 31,8 | 32,8 | 32,0 | 28,5 | 27,1 | 29,3 | 31,0 | 31,3 | 29,1 | ⌀ | 29,9 |
| Mittl. Tagesmin. (°C) | 18,7 | 20,0 | 21,9 | 24,4 | 26,6 | 27,3 | 24,8 | 23,7 | 24,3 | 22,6 | 21,6 | 20,3 | ⌀ | 23   |
|                       |      |      |      |      |      |      |      |      |      |      |      |      |   |      |
| Niederschlag (mm)     | 0,9  | 0,4  | 6,1  | 6,3  | 7,9  | 7,6  | 21,9 | 25,1 | 9,9  | 4,6  | 0,4  | 4,7  | Σ | 95,8 |
|                       |      |      |      |      |      |      |      |      |      |      |      |      |   |      |
| Sonnenstunden (h/d)   | 9,1  | 8,8  | 9,5  | 10,1 | 10,6 | 6,6  | 2,2  | 0,9  | 6,0  | 10,1 | 9,9  | 9,4  | ⌀ | 7,8  |
|                       |      |      |      |      |      |      |      |      |      |      |      |      |   |      |
| Regentage (d)         | 0,4  | 1,5  | 0,3  | 0,5  | 0,5  | 2,8  | 7,4  | 8,0  | 3,2  | 0,1  | 0,1  | 0,3  | Σ | 25,1 |
|                       |      |      |      |      |      |      |      |      |      |      |      |      |   |      |
| Wassertemperatur (°C) | 24   | 25   | 26   | 28   | 29   | 28   | 25   | 24   | 25   | 26   | 26   | 25   | ⌀ | 25,9 |
|                       |      |      |      |      |      |      |      |      |      |      |      |      |   |      |
| Luftfeuchtigkeit (%)  | 52   | 57   | 62   | 68   | 75   | 80   | 88   | 90   | 81   | 67   | 54   | 53   | ⌀ | 69   |

| 18,7 |

| 20,0 |

| 21,9 |

| 24,4 |

| 26,6 |

| 27,3 |

| 24,8 |

| 23,7 |

| 24,3 |

| 22,6 |

| 21,6 |

| 20,3 |

| 18,7 |

| 20,0 |

| 21,9 |

| 24,4 |

| 26,6 |

| 27,3 |

| 24,8 |

| 23,7 |

| 24,3 |

| 22,6 |

| 21,6 |

| 20,3 |